# Gedenkstele Werner Steinbrinck

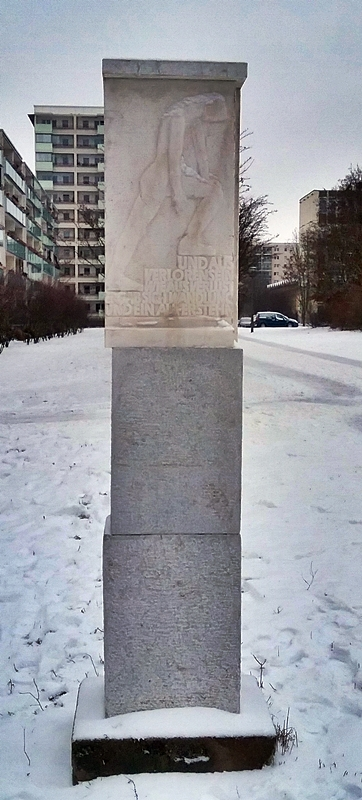
Gedenkstele Werner Steinbrink

Die Gedenkstele Werner Steinbrinck oder Werner-Steinbrink-Denkmal (in der Literatur auch in der Schreibweise Steinbrink) ist eine Relief- und Gedenkstele im Ortsteil Marzahn des Berliner Bezirks Marzahn-Hellersdorf.

## Beschreibung
Die Stele wurde zu Ehren von Werner Steinbrinck im Jahr 1988 von Siegfried Wehrmeister im Mühlenberger Weg Ecke Zühlsdorfer Straße 20–22  aufgestellt. Die schlichte dreiteilige Stele steht auf einem kleinen Kunststeinsockel, ist 2,25 × 0,50 × 0,30 Meter groß und aus weißem Marmor. Bei der Skulptur stehen die beiden unteren, bossierten Marmorquader auf zwei gegeneinander gesetzten Reliefplatten mit figürlichen Darstellungen, es ist auch Text eingemeißelt zum dritten Quader vereint. Auf der Seite steht folgende erste Inschrift: Werner Steinbrink seinen Genossen und Freunden; zudem sind zwei Männer und in deren Mitte eine Frau in zeichenhafter Verknappung abgebildet. Auf der anderen Seite steht folgender Text von Johannes R. Becher als zweite Inschrift: und aus Verlorensein wie aus Verlust ergab sich Wandlung und ein Auferstehn. Der Text und die Abbildung, auf der eine einzelne männliche Person mit großem Schritt und gebeugten Hauptes hinaufsteigt, ist eingemeißelt und stufenförmig angeordnet. Die Schrift ist nur zu lesen, wenn man unmittelbar davor steht.